# Myiagra pluto
Myiagra pluto là một loài chim trong họ Monarchidae.